# Скопски студентски процес
Скопският студентски процес се провежда на 5 декември 1927 година от властите в Кралството на сърби, хървати и словенци срещу български революционери, дейци на Македонската младежка тайна революционна организация.
Общо на съдебната скамейка застават 20 български студенти: Димитър Гюзелов от Дойран, Борис Андреев, Петър Хаджипанзов и Георги Хаджиманов от Велес, Щерьо Боздов от Крушево, Димитър Чкатров, Харалампи Фукаров и Кирил Кузманов от Прилеп, Кирил Вангелов, Кирил Караджов, Емануил (Мано) Чучков, Тодор Гичев, Благой Монев, Тодор Христов, Страхил Иванов и Христо Хаджикимов от Щип, Борис Светиев от Битоля, Йордан Сапунджиев от Скопие, Димитър Нацев от Струмица и Иван Шопов от Гевгели.
Подсъдимите са защитавани от сръбските комунисти Антоние Грубишич и Драгутин Тасич, от местните българи Стефан Янакиев и Димитър Илиев и хърватския адвокат Анте Павелич. Процесът приключва на 10 декември 1927 година със следните присъди: 
- Димитър Гюзелов – общо на 30 години затвор, но тъй като според  сръбското законодателство максималната присъда, която може да получи един подсъдим, е  20 години, той е осъден на 20 години строг тъмничен затвор с тежки окови.
- Иван Шопов на 20 години, Димитър Нацев на 15 години, Димитър Чкатров на 10 години;
- Харалампи Фукаров, Тодор Гичев, Борис Андреев, Щерьо Боздов и Борис Светиев на по 5 години затвор. Всички са на строг тъмничен режим с тежки окови.
- Петър Хаджипанзов, Кирил Вангелов, Георги Хаджиманов, Христо Хаджикимов, Мано Чучков, Кирил Кузманов, Благой Монев, Тодор Христов, Страхил Иванов, Кирил Караджов и Йордан Сапунджиев са признати за невинни и са освободени.

Успоредно със скопския процес в Кавадарци са съдени Васил Сеизов, студентът Иван Митков, Тодор Габев от околийското управление, ковачът Благой Падиков и кафеджията Пешо Грозданов, но са оправдани поради липса на доказателства за техни провинения.
За време на процеса по улиците на Скопие са изписвани множество графити, гласящи „Сърби, отивайте си в Шумадия“ и „Македония е българска!“. Тайната културно-просветна организация на македонските българки взема активно участие по време на Скопския студентски процес, организирайки снабдяването на затворниците с неща от първа необходимост (храна, дрехи и други), а също така наемат адвокати, препращат шифровани сведения до оцелелите ръководители на ММТРО и т.н. В резултат на процеса Мара Бунева убива Велимир Прелич, главния прокурор по делото.